# Ferdinand I al Aragonului
Ferdinand I (n. 27 noiembrie 1380, Medina del Campo⁠(d), Castilia și León, Spania – d. 2 aprilie 1416, Igualada, Catalonia, Spania), a fost rege al Aragonului, Valenciei, Maiorcăi, Sardiniei și Corsicii și rege al Siciliei, Duce de Atena și Neopatria și Conte de Barcelona, Roussillon și Cerdanya. A fost, de asemenea, regentul Castiliei între 1406 și 1416.

## Biografie
Născut la Medina del Campo, Ferdinand a fost fiul cel mic al regelui Ioan I al Castiliei și a Eleanorei de Aragon. În 1406, la moartea fratelui său mai mare, regele Henric al III-lea al Castiliei, Ferdinand a refuzat coroana Castiliei și în schimb, cu văduva lui Henric, Caterina de Lancaster, a fost coregent pentru nepotul său minor, Ioan al II-lea. În această calitate el s-a distins prin administrarea prudentă a afacerilor interne. 
În războiul cu regatul musulman din Granada, Ferdinand a cucerit orașul Antequera (1410). După ce unchiul mamei sale, regele Martin I al Aragonului a murit fără copii legitimi supraviețuitori, Ferdinand a fost ales rege al Aragonului în 1412 și l-a succedat prin „Compromisul Caspe”. Celălalt candidat, contele James al II-lea de Urgell, s-a revoltat și Ferdinand a dizolvat regiunea Urgell în 1413.
Ferdinand a creat titlul de „Principe de Girona” pentru moștenitorul coroanei de Aragon, în 19 februarie 1416. Realizarea cea mai importantă a scurtei sale domnii a fost acordul dat în 1416 pentru detronarea papei Benedict al XIII-lea, contribuind astfel la terminarea Schismei apusene, care divizase Biserica de Vest aproape 40 de ani. 
El este înmormântat în panteonul regal Aragonez al mănăstirii de Poblet, într-un mormânt magnific comandat de fiul său, Alfonso a Pere Oller în 1417.

## Căsătorie și descendenți
În 1393 Ferdinand s-a căsătorit cu Eleonora de Alburquerque (1374–1435). Ei au avut șapte copii:
- Alfonso al V-lea de Aragon (1396–1458), rege al Aragonului, Siciliei și Neapole;
- Maria de Aragon, (1396–1445), regină a Castiliei, prima soție a regelui Ioan al II-lea al Castiliei;
- Ioan al II-lea de Aragon (1398–1479);
- Henric de Aragon (c. 1400–1445), duce de Villena, conte de Alburquerque și Empuries, lord de Sogorb și Mare Maestru al Ordinului militar Santiago;
- Eleanor de Aragon, (1402–1445), regină a Portugaliei, căsătorită cu Eduard al Portugaliei;
- Petru de Aragon (1406–1438), conte de Alburquerque și duce de Noto;
- Sancho de Aragon (1410–1416), mare maestru al ordinelor Calatrava și Alcántara.